# Jastrzębia (gromada w powiecie radomskim, 1954–1959)
Jastrzębia (od 31 XII 1961 Wojciechów) – dawna gromada, czyli najmniejsza jednostka podziału terytorialnego Polskiej Rzeczypospolitej Ludowej w latach 1954–1972.
Gromady, z gromadzkimi radami narodowymi (GRN) jako organami władzy najniższego stopnia na wsi, funkcjonowały od reformy reorganizującej administrację wiejską przeprowadzonej jesienią 1954 do momentu ich zniesienia z dniem 1 stycznia 1973, tym samym wypierając organizację gminną w latach 1954–1972.
Gromadę Jastrzębia siedzibą GRN w Jastrzębi utworzono – jako jedną z 8759 gromad na obszarze Polski – w powiecie radomskim w woj. kieleckim, na mocy uchwały nr 13i/54 WRN w Kielcach z dnia 29 września 1954. W skład jednostki weszły obszary dotychczasowych gromad Jastrzębia, Wólka Lesiowska i Wojciechów ze zniesionej gminy Kozłów w tymże powiecie. Dla gromady ustalono 15 członków gromadzkiej rady narodowej.
Gromadę zniesiono 31 grudnia 1959 w związku z przeniesieniem siedziby GRN z Jastrzębi do Wojciechowa i zmianą nazwy jednostki na gromada Wojciechów.